# نبردناو کونته دی کاوور
نبردناو کونته دی کاوور (به انگلیسی: Italian battleship Conte di Cavour) یک کشتی بود که طول آن ۱۷۶ متر (۵۷۷ فوت ۵ اینچ) بود. این کشتی در سال ۱۹۱۱ ساخته شد.